# Welterbe in Fidschi

Zum Welterbe in Fidschi gehört (Stand 2016) eine Kulturerbestätte des UNESCO-Welterbes. Der Inselstaat Fidschi im Südpazifik hat die Welterbekonvention 1990 ratifiziert, die bislang einzige Welterbestätte wurden 2013 in die Welterbeliste aufgenommen.

## Welterbestätten
Die folgende Tabelle listet die UNESCO-Welterbestätten in Fidschi in chronologischer Reihenfolge nach dem Jahr ihrer Aufnahme in die Welterbeliste (K – Kulturerbe, N – Naturerbe, K/N – gemischt, (G) – auf der Liste des gefährdeten Welterbes).
| Bild             | Bezeichnung                          | Jahr | Typ | Ref. | Beschreibung                                     |
| ---------------- | ------------------------------------ | ---- | --- | ---- | ------------------------------------------------ |
| (weitere Bilder) | Historische Hafenstadt Levuka (Lage) | 2013 | K   | 1399 | erste Hauptstadt von Fidschi in der Kolonialzeit |

## Tentativliste
In der Tentativliste sind die Stätten eingetragen, die für eine Nominierung zur Aufnahme in die Welterbeliste vorgesehen sind. Derzeit (2016) sind drei Stätten in der Tentativliste von Fidschi eingetragen, die letzte Eintragung erfolgte 1999. Die folgende Tabelle listet die Stätten in chronologischer Reihenfolge nach dem Jahr ihrer Aufnahme in die Tentativliste.
| Bild                                   | Bezeichnung                            | Jahr | Typ | Ref. | Beschreibung |
| -------------------------------------- | -------------------------------------- | ---- | --- | ---- | --- |
|                                        | Sovi-Becken                            | 1999 | K   | 1374 | |
| Sigatoka-Sanddünen                     | Sigatoka-Sanddünen                     | 1999 | K   | 1375 | Sanddünen westlich der Mündng des Sigatoka River, des zweitgrößten Flusses von Fidschi, mit archäologischen Fundplätzen. |
| Yaduataba-Schutzgebiet für Kammleguane | Yaduataba-Schutzgebiet für Kammleguane | 1999 | N   | 1376 | Schutzgebiet für den Fidschi-Kammleguan (Brachylophus vitiensis)                                                         |